# 梅谷歯科医院
梅谷歯科医院（うめたにしかいいん）は、大阪府大阪市西成区に所在する病院。主屋が歴史的建築物として国の登録有形文化財、大阪市都市景観資源となっている。

## 概要
南海本線 天下茶屋駅の南東にある歯科医院で道路に西面して建ち、外観は1階をタイル貼り、2・3階を下見板張りとするなど洋風のデザイン。内部は伝統的な町家の平面を継承した形で、一部を除き和風とする。

## 建築
1922年（大正11年）建築、木造3階建、建築面積98m2、スレート葺一部瓦葺き。1999年（平成11年）2月17日、国の登録有形文化財に登録された。また大阪市都市景観委員会から「近代建築の秀作であり、景観資源にふさわしい高い美観性を持つ」と評価され大阪市都市景観資源に選定されている。

## 現地情報

### 住所
- 大阪府大阪市西成区天下茶屋3-16-16

### 交通アクセス
- 南海本線 天下茶屋駅より徒歩で約3分。